# Rivula meeki
Rivula meeki là một loài bướm đêm trong họ Erebidae.